# Bálinc község
Bálinc község (románul: Comuna Balinț) község Temes megyében, Romániában. Központja Bálinc, beosztott falvai Fadimák, Nagybodófalva, Vásáros.

## Népessége
A 2011-es népszámlálás adatai alapján a község népessége 1596 fő volt.